# Kvarnbygatan
Kvarnbygatan är en gata i Kvarnbyn i Mölndal. Den är cirka 865 meter lång och sträcker sig från Mölndals Bro / Järnvägsgatan till Pixbovägen. Gatan fick sitt namn 1926. Den branta delen öster om Gamla torget är känd som Mölndals kråka eller Kråkan.

## Olika namn
Namnet Kvarnbygatan syftar på Mölndals kvarnby, som gatan går igenom. Gatan har, helt eller delvis, haft många olika namn:
- Allmänna vägen eller Allmänna häradsvägen
- Bygatan, Byevägen eller Byvägen
- Göteborgsvägen
- Kråkan (med olika varianter)
- Lessgatan
- Lerskalla
- Mölndals gata
- Norra liden
- Regeringsgatan

## Beskrivning (Kråkan)
Öster om Gamla torget benämns Kvarnbygatan för Kråkan eller Mölndals kråka. På ett kopparstick från år 1678 syns en väg där Kråkan går och namnet förekommer redan år 1662. Dock kan namnet då ha syftat på det intilliggande Kråkeberget och inte själva liden.
1932 fastslogs att namnet Kråkeliden betyder "liden uppför Kråkeberget". Trots det är namnets ursprung oklart och en annan tolkning är att liden fått namnet av Kråkekvarnen, som den passerade.
Kråkan var förr mycket krokig och besvärlig att trafikera med de tidiga bilarna. Den var stensatt och asfalterades först 1956 inför cykel SM det året. När trafiken ökade planerades för Kvarnbyleden, vilken skulle medfört att många hus i Kvarnbyn skulle rivits. Efter kraftigt motstånd mot den nya leden byggdes istället Kråkan om, först med en ny bro över Pixbovägen, vilken blev klar 1980. Kråkans krön och passagen över järnvägsbron vid Mölndals Övre station försvann därmed. 1984 påbörjades arbetet med att bygga om Kråkan, där den rätades ut, körbanan breddades och en gång- och cykelbana byggdes. Krönet sprängdes bort och backens lutning minskades med en tredjedel. I juni 1985 invigdes den ombyggda vägen.

### Fotnoter
1. ↑  Gahrn, s. 194
2. 1 2  Gahrn, s. 181
3. ↑  Gahrn, s. 183-184